# Центар за контролу и превенцију болести
Центар за контролу и превенцију болести је национални институт за јавно здравље Сједињених Америчких Држава. Представља федералну агенцију под окриљем Министарства здравља и социјалних служби Сједињених Држава, а њихово седиште налази се у Атланти, у савезној држави Џорџија.
Главни циљ ове агенције је заштита јавног здравља и безбедности путем контроле и превенције болести, повреда и инвалидитета у Сједињеним Америчким Државама и широм света. Центар за контролу и превенцију болести усмерава националну пажњу на развој и примену мера за контролу и превенцију болести, при чему се посебно фокусира на заразне болести, патогене који се преносе храном, заштиту животне средине, безбедност и здравље на раду, промоцију здравља, превенцију повреда и образовне активности које имају за циљ унапређење здравља америчких грађана.
Осим тога, Центар за контролу и превенцију болести спроводи истраживања и пружа информације о незаразним болестима, као што су гојазност и дијабетес, и један је од оснивача Међународног удружења националних института за јавно здравље.
Тренутна вршитељка дужности директора Центра за контролу и превенцију болести је Сузан Монарез, која је ступила на ту функцију 23. јануара 2025. године.

## Историја

### Оснивање
Центар за заразне болести (Communicable Disease Center) основан је 1. јула 1946. године као наследник програма „Контрола маларије у ратним зонама” из Другог светског рата, који је спроводио Канцеларија за националну одбрану у оквиру активности контроле маларије.
Пре његовог оснивања, организације са глобалним утицајем на контролу маларије биле су Комисија за маларију Друштва народа и Фондација Рокафелер. Фондација Рокафелер је пружала значајну подршку у борби против маларије и настојала да владе преузму део њених напора и сарађивала са овом агенцијом.
Нова агенција била је огранак Јавне здравствене службе Сједињених Америчких Држава, а за њено седиште изабрана је Атланта јер је маларија била ендемска у јужним деловима Сједињених Држава. Агенција је неколико пута мењала име пре него што је 1946. године усвојен назив Центар за заразне болести (Communicable Disease Center).
Са буџетом од око милион долара у то време, 59% особља било је ангажовано на сузбијању комараца и контроли њихових станишта, са циљем контроле и искорењивања маларије у Сједињеним Државама.
Од укупно 369 запослених, примарне области рада у Центру за контролу и превенцију болести биле су ентомологија и инжењерство. Током првих година рада, у више од шест и по милиона домова спроведено је запрашивање, углавном дидитијем. Године 1946. у агенцији је радило само седам медицинских службеника, а исте године направљена је прва организациона шема Центра. Под руководством Џозефа Волтера Маунтина, Центар за контролу и превенцију болести је наставио да заступа јавноздравствена питања и проширио своју надлежност на многе друге заразне болести.
Године 1947, Центар за контролу и превенцију болести је симболично исплатио 10 долара Универзитету Емори за 61.000 м² земље у Клифтон Роуду, округ Декаб, где се и данас налази седиште агенције (закључно са 2019. годином). Средства за куповину сакупили су сами запослени у Центру, док је главни донатор иза овог „поклона” био Роберт В. Вудраф, председник управног одбора компаније Coca-Cola. Вудраф је дуго био заинтересован за контролу маларије, јер је ова болест представљала проблем у ловним подручјима која је посећивао.Исте године, Јавна здравствена служба Сједињених Америчких Држава пребацила је своју лабораторију за проучавање куге са седишта у Сан Франциску у Центар за контролу и превенцију болести, где је формирана Епидемиолошка дивизија. Поред тога, основана је и нова Дивизија за ветеринарске болести.

### Раст
Године 1951, упозорења главног епидемиолога Александра Лангмира о могућем биолошком рату током Корејског рата довела су до стварања Службе за епидемиолошку интелигенцију (Epidemic Intelligence Service), двогодишњег постдипломског програма обуке у области епидемиологије. Успех програма довео је до покретања Програма обуке у теренској епидемиологији (Field Epidemiology Training Programs) 1980. године, у оквиру којих је обучено више од 18.000 „детектива за болести” у преко 80 земаља.
Године 2020. обележена је 40. годишњица подршке Центра за контролу и превенцију болести тајландском Програму обуке у теренској епидемиологији, који је био прво чвориште ван Северне Америке. Овај програм је касније примењен у бројним земљама, што одражава утицај Центра за контролу и превенцију болести у промовисању овог модела широм света. Мрежа програма за обуку у епидемиологији и јавноздравственим интервенцијама до сада је дипломирала 950 студената.
Мисија Центра проширила се изван првобитног фокуса на маларију и укључила сексуално преносиве болести када је 1957. године Одељење за венеричне болести Јавне здравствене службе пребачено у Центар за контролу и превенцију болести. Убрзо након тога, 1960. године, Центар за контролу и превенцију болести је преузео и контролу над туберкулозом, а 1963. године успостављен је Програм вакцинације.
Центар за контролу и превенцију болести је 1. јула 1967. године променио име у Национални центар за заразне болести (National Communicable Disease Center), а 24. јуна 1970. године постао Центар за контролу болести (Center for Disease Control). Током реорганизације Јавне здравствене службе у периоду 1966–1973, Центар за контролу и превенцију болести је унапређен у једну од главних оперативних агенција.

### Недавна историја
Центар за контролу болести је 14. октобра 1980. године променио назив у множину – Центри за контролу болести (Centers for Disease Control), што је одражавало његову нову организацију са више конститутивних центара. До 1990. године формирана су четири центра: Центар за инфективне болести, Центар за превенцију хроничних болести и унапређење здравља, Центар за заштиту животне средине и контролу повреда и Центар за превентивне услуге. Поред тога, Центар за контролу болести је у своју структуру укључио два већ постојећа центра: Национални институт за безбедност и здравље на раду (1973) и Национални центар за здравствену статистику (1987).
27. октобра 1992. године, одлуком Конгреса Сједињених Држава, Центар је добио ново званично име – Центри за контролу и превенцију болести (Centers for Disease Control and Prevention). Ипак, због препознатљивости, Конгрес је наложио да се задржи скраћеница CDC.
Од деведесетих година, мисија Центра за контролу и превенцију болести је проширена и обухвата хроничне болести, инвалидитет, контролу повреда, опасности на радном месту, претње по животну средину и припрему за терористичке нападе. Центар се такође бави борбом против нових болести и здравствених ризика, укључујући урођене мане, вирус Западног Нила, гојазност, птичији, свињски и пандемијски грип, инфекције изазване бактеријом E. coli и биотероризам. Један од значајних доприноса организације био је спречавање злоупотребе пеницилина.
Међутим, у мају 1994. године Центар је признао да је у периоду од 1984. до 1989. године слао узорке заразних болести ирачкој влади, који су касније преусмерени за биолошко ратовање. Ти узорци су укључивали ботулински токсин, вирус Западног Нила, Yersinia pestis (изазивача куге) и вирус денга грознице.
21. априла 2005. године, тадашња директорка Центра за контролу и превенцију болести, Џули Гербердинг званично је најавила реорганизацију агенције како би се „супротставила изазовима здравствених претњи 21. века“. Успоставила је четири координациона центра, али је 2009. године администрација председника Обаме преиспитала ову промену и укинула их као непотребан управљачки слој.
Од 2013. године, Центар за контролу и превенцију болести је имао једне од ретких лабораторија са нивоом биолошке безбедности 4 (Biosafety Level 4) у свету. Оне су укључивале један од само два званична складишта вируса великих богиња на планети, док се друго налази у Државном истраживачком центру за вирусологију и биотехнологију ВЕКТОР у Русији. Године 2014. Центар за контролу и превенцију болести је открио неколико погрешно ускладиштених узорака вируса великих богиња, а у исто време су њихови лабораторијски радници били „потенцијално заражени“ антраксом.
Град Атланта је 1. јануара 2018. године анектирао имање на коме се налази седиште Центра, што је била највећа анексија града у последњих 65 година. Градско веће Атланте је у децембру претходне године изгласало ову одлуку. Центар за контролу и превенцију болести и Универзитет Емори су затражили анексију како би се омогућило проширење MARTA (система јавног превоза) кроз кампус Еморија, које би било финансирано градским порезима. До тада се седиште Центра налазило у неинкорпорисаном подручју, статистички означеном као део пописне јединице Друид Хилс.
17. августа 2022. године, др Воленски је најавила да ће Центар за контролу и превенцију болести спровести драстичне промене услед пропуста током пандемије Ковид 19. Представила је план за преуређење начина на који Центар анализира и дели податке, као и како комуницира информације са јавношћу. У обраћању свим запосленима у Центру за контролу и превенцију болести изјавила је: „Већ 75 година, Центар за контролу и превенцију болести и јавно здравство се припремају за Ковид 19, а у нашем великом тренутку, наш учинак није поуздано испунио очекивања.“
На основу налаза унутрашњег извештаја, Воленски је закључила да Центар мора да се поново фокусира на потребе јавног здравља, да много брже реагује на хитне случајеве и избијања болести, као и да пружа информације на начин који обични људи, као и државне и локалне здравствене власти, могу да разумеју и примене, како је пренео The New York Times.

#### Друга Трампова администрација
У јануару 2025. године објављено је да је званичник Центра наредио свим запосленима да обуставе сарадњу са Светском здравственом организацијом. Око 31. јануара 2025. године, више веб-страница и скупова података Центра за контролу и превенцију болести који се односе на превенцију ХИВ-а и полно преносивих инфекција, здравље ЛГБТК+ заједнице и младих постали су недоступни након што је агенција добила наредбу да поступи у складу са извршном наредбом Доналда Трампа о уклањању свих материјала који се односе на „разноликост, једнакост и инклузију” и „родни идентитет”. Убрзо након тога, Центар је наложио својим научницима да повуку или обуставе објављивање свих истраживања која су већ поднета или прихваћена за објављивање, али још нису публикована, уколико садрже било који од следећих забрањених термина: „род, трансродност, трудна особа, трудне особе, ЛГБТ, транссексуалност, небинарност, додељен мушки пол при рођењу, додељен женски пол при рођењу, биолошки мушкарац, биолошка жена”.
У јануару 2025. године, због обуставе комуникације коју је на федералне здравствене агенције наметнула друга администрација Доналда Трампа, објављивање Morbidity and Mortality Weekly Report било је обустављено, што се десило по први пут од његовог оснивања 1960. године. Председник Друштва за инфективне болести Сједињених Држава назвао је обуставу објављивања „катастрофом”. Покушаји да се обустави објављивање били су направљени током прве администрације Доналда Трампа, након што је Morbidity and Mortality Weekly Reportобјавио информације о Ковид 19 које су „биле у сукобу с порукама из Беле куће”. Обустава комуникације такође је довела до отказивања састанка између Центра за контролу и превенцију болести и Друштва за инфективне болести о претњама по јавно здравље у вези са вирусом инфлуенце Х5Н1.
Дана 14. фебруара 2025. године, око 1.300 запослених у Центру законтролу и превенцију болести отпуштено је од стране администрације, што је укључивало све прве године официра Епидемиолошке обавештајне службе. Ова резања су такође резултирала престанком рада 16 од 24 ђака програма Laboratory Leadership Service, програма намењеног младим лабораторијским научницима за решавање недостатака у лабораторијским тестирањима Центра за контролу и превенцију болести.

## Организација
Центар за контролу и превенцију болести организован је у центре, институте и канцеларије, при чему свака организациона јединица спроводи активности агенције у одређеној области стручности, а такође пружа подршку унутар агенције и размену ресурса за крос-секционе проблеме и специфичне здравствене претње.
Према најновијој реорганизацији из фебруара 2023. године, активности су подељене на следећи начин:
Директор:
- Национални центар за имунизацију и респираторне болести
- Национални центар за нове и зоонске инфективне болести[38]
- Дивизија за глобално здравље миграната
- Национални центар за превенцију ХИВ/сиде, вирусних хепатита, сексуално преносивих болести и туберкулозе
- Национални центар за дефекте при рођењу и развојне инвалидности
- Национални центар за превенцију хроничних болести и промоцију здравља
- Национални центар за животну средину / Агенција за токсичне супстанце и регистар болести
- Национални центар за превенцију повреда и контролу
- Национални институт за безбедност и здравље на раду
- Центар за инфраструктуру јавног здравља
- Центар за глобално здравље
- Одмах канцеларија директора

Шеф кабинета:
- Канцеларија главног операционог директора
- Канцеларија за политику, перформансе и евалуацију
- Канцеларија за једнаке могућности запошљавања и равноправност на радном месту
- Канцеларија за комуникације
- Канцеларија за здравствену равноправност
- Канцеларија за науку
- Канцеларија центра за контролу и превенцију болести у Вашингтону
- Канцеларија за лабораторијску науку и безбедност
- Канцеларија за припрему и одговор
- Центар за прогнозирање и анализу епидемија
- Канцеларија за податке, надзор и технологије јавног здравља
- Национални центар за статистику здравља

Канцеларија за припрему јавног здравља створена је током напада антраксом 2001. године, одмах након терористичких напада од 11. септембра 2001. године. Њена сврха била је координисање одговора владе на разне претње биолошког тероризма.

### Локације
Већина центара налази се у Атланти. Зграда 18, која је отворена 2005. године на главном кампусу Центра за контролу и превенцију болести, Ројбал кампусу (названом у част покојног представника Едварда Р. Ројбала), садржи најпознатији БСЛ-4 лабораторијум у Сједињеним Америчким Државама.
Неколико центара има своје седиште или делатности на другим домаћим локацијама:
- Национални центар за статистику здравља је углавном смештен у Хајатсвилу, Мериленд, са огранком у истраживачком парку у Северној Каролини.
- Главне локације Националног института за безбедност и здравље на раду су у Синсинатију, Моргантауну (Западна Вирџинија), Питсбургу, Спокену (Вашингтон) и Вашингтону, са огранцима у Денверу, Енкориџу (Аљаска) и Атланти.
- Две дивизије Националног центра за нове и зоонске инфективне болести смештене су ван Атланте. Дивизија за болести које преносе вектори смештена је у Форт Колинсу, Колорадо, са огранком у Сан Хуану, Порторико. Арктички истраживачки програм смештен је у Енкориџу.
- Поред тога, Центар за контролу и превенцију болести управља карантинским објектима у 20 градова у Сједињеним Америчким Државама.[44]

## Буџет
Буџет Центра за контролу и превенцију болести за фискалну 2024. годину износио је 11,581 милијарду долара. Буџет за фискалну 2025. годину износи 9,683 милијарди долара.

## Радна снага
До 2021. године, Центар за контролу и превенцију болести имао је око 15.000 запослених (укључујући 6.000 извођача радова и 840 официра из Комисионисаног кора Службе јавног здравља Сједињених Држава) у 170 занимања. Осамдесет процената запослених имало је факултетско или више образовање, а готово половина имала је мастер или докторат.
Уобичајени називи занимања укључују називе инжењер, ентомолог, епидемиолог, биолог, лекар, ветеринар, научник понашањ, медицинска сестра, медицински техничар, економиста, саветник за јавно здравље, комуникатор здравља, токсиколог, хемичар, рачунарски научник и статистичар. Центар за контролу и превенцију болести такође води бројне познате програме обуке и стипендија.

### Епидемиолошка служба обавештајаца
Епидемиолошка служба обавештајаца састоји се од „пешадијских истражитеља болести“ који истражују здравствене проблеме како на домаћем, тако и на глобалном нивоу. Када их позове неко владино тело, официри могу кренути на краткорочне епидемиолошке мисије, или Epi-Aids, како би пружили стручну помоћ у сузбијању и истраживању епидемија болести. Програм представља модел за међународни програм обуке из поља епидемиологије на терену (Field Epidemiology Training Program).

### Програм сарадника за јавно здравље
Центар за контролу и превенцију болести такође управља програмом сарадника за јавно здравље, двогодишњом плаћеном стипендијом за недавно дипломиране студенте који раде у агенцијама за јавно здравље широм Сједињених Америчких Држава. Програм је основан 2007. године и тренутно има 159 сарадника у 34 савезне државе.

## Вођство
Директор Центра за контролу и превенцију болести је положај који тренутно захтева потврду Сената. Директор служи на захтев председника и може бити смењен у било ком тренутку. Директор истовремено обавља функцију администратора Агенције за токсичне супстанце и регистар болести.
Претходно, пре 20. јануара 2025. године, овај положај је био позиција у оквиру Вишег извршног сервиса, коју је могао попунити или запослени са дугогодишњим радним стажом или политички именовани који не захтевају потврду Сената, при чему се ова друга метода обично користила. Промена која захтева потврду Сената уведена је одредбом у Закону о консолидованим средствима за 2023. годину.
До сада је 20 директора служило у Центру за контролу и превенцију болести или његовим претходницима, укључујући троје који су служили током Трампове администрације (укључујући и Ен Шухат, која је два пута обављала дужност директора) и троје који су служили током администрације Џимија Картера. Два директора су служила током администрације Била Клинтона, али само један за време Никсонове и Фордове администрације.
| Бр. | Портрет                            | Директор                          | Мандат                                |                      |
| --- | ---------------------------------- | --------------------------------- | ------------------------------------- | -------------------- |
| 1   |                                    | Луис Л. Вилијамс Млађи            | 1942–1943.                            |                      |
| 2   |                                    | Марк Д. Холис                     | 1944–1946.                            |                      |
| 3   | Датотека:Raymond A. Vonderlehr.jpg | Рејмонд А. Вондерлер              | 1947–1951.                            |                      |
| 4   |                                    | Џастин М. Ендруз                  | 1952–1953.                            |                      |
| 5   |                                    | Теодор Џ. Бауер                   | 1953–1956.                            |                      |
| 6   |                                    | Роберт Џ. Андерсон                | 1. октобар 1956 – 30. јун 1960.       |                      |
| 7   |                                    | Клеренс А. Смит                   | 1960–1962.                            |                      |
| 8   |                                    | Џејмс Л. Годард                   | 1962– јануар 1966.                    |                      |
| 9   |                                    | Дејвид Џ. Сенсер                  | 1966– мај 1977.                       |                      |
| 10  |                                    | Вилијам Х. Фоџ                    | мај 1977 – 1983.                      |                      |
| 11  |                                    | Џејмс О. Мејсон                   | 1983–1989.                            |                      |
| 12  |                                    | Вилијам Л. Роупер                 | 1. март 1990 – 30. јун 1993.          |                      |
| 13  |                                    | Дејвид Сачер                      | 15. новембар 1993 – 13. фебруар 1998. | [ 61 ]               |
| 14  |                                    | Џефри П. Коплан                   | 5. октобар 1998 – 31. март 2002.      | [ 62 ] [ 63 ] [ 64 ] |
| –   |                                    | Дејвид Флеминг (вршилац дужности) | 1. април 2002 – 2. јун 2002.          | [ 65 ]               |
| 15  |                                    | Џули Гербердинг                   | 3. јун 2002 – 19. јануар 2009.        | [ 66 ] [ 67 ]        |
| –   |                                    | Вилијам Гимсон (вршилац дужности) | 20. јануар 2009 – 21. јануар 2009.    | [ 68 ]               |
| –   |                                    | Ричард Бесер (вршилац дужности)   | 22. јануар 2009 – 7. јун 2009.        | [ 69 ]               |
| 16  |                                    | Томас Р. Фриден                   | 8. јун 2009 – 19.јануар 2017.         | [ 70 ] [ 71 ]        |
| –   |                                    | Ен Шухат (вршилац дужности)       | 20. јануар 2017 – 6. јул 2017.        | [ 72 ]               |
| 17  |                                    | Бренда Фицџералд                  | 7. јул 2017 – 31. јануар 2018.        | [ 73 ]               |
| –   |                                    | Ен Шухат (вршилац дужности)       | 1. фебруар 2018 – 25. март 2018.      | [ 74 ]               |
| 18  |                                    | Роберт Р. Редфилд                 | 26. март 2018 – 19. јануар 2021.      | [ 75 ] [ 76 ]        |
| 19  |                                    | Рошел Валенски                    | 20. јануар 2021 – 30. јануар 2023.    | [ 77 ] [ 78 ]        |
| –   |                                    | Нирав Д. Шах (вршилац дужности)   | 1. јул 2023 – 9. јул 2023.            | [ 79 ]               |
| 20  |                                    | Менди Коен                        | 10. јул 2023 – 20. јануар 2025.       | [ 80 ]               |
| –   |                                    | Сузан Монарез (вршилац дужности)  | 23. јануар 2025– тренутно             | [ 81 ] [ 82 ]        |

## Области фокуса

### Заразне болести
Програми Центра за контролу и превенцију болести се баве више од 400 болести, здравствених претњи и стања која су главни узроци смртности, болести и инвалидитета. На сајту Центра доступне су информације о различитим заразним (и незаразним) болестима, укључујући велике богиње, мале богиње и друге болести.

#### Инфлуенца
Центар за контролу и превенцију болести се фокусирао на спречавање преноса грипа, укључујући Х1Н1 свињски грип, и покренуо веб сајтове са циљем едукације људи о хигијени.

#### Одељење изабраних агенаса и токсина
У оквиру одељења налазе се два програма: Федерални програм за изабране агенсе и Програм за увозне дозволе. Федерални програм за изабране агенсе се спроводи у оквиру Министарства пољопривреде Сједињених Држава и регулише агенсе који могу изазвати болести код људи, животиња и биљака. Програм за увозне дозволе регулише увоз „инфективних биолошких материјала”.
Центар за контролу и превенцију болести води програм који штити јавност од ретких и опасних супстанци као што су антракс и вирус Ебола. Програм, назван Федерални програм за изабране агенсе, захтева инспекције лабораторија у Сједињеним Државама које раде са опасним патогенима.
Током избијања еболе у Западној Африци 2014. године, Центар је помогао у координацији повратка двоје заражених америчких радника за лечење у болницу Универзитета Емори, која има специјалну јединицу за обраду високо инфективних болести.
Као одговор на избијање еболе 2014. године, Конгрес је усвојио Решење о континуираном одобрењу, које је доделило 30 милиона долара за напоре у борби против вируса.

### Незаразне болести
Центар за контролу и превенцију болести такође ради на превенцији некомуникативних болести, укључујући хроничне болести које проистичу из гојазности, физичке неактивности и употребе дувана. Рад Одељења за превенцију и контролу рака, којим руководи Лиза Ц. Ричардсон од 2010. године, такође спада у ову област.

### Отпорност на антибиотике
Центар за контролу и превенцију болести је спровео свој Национални акциони план за борбу против бактерија отпорних на антибиотике као меру против ширења антибиотске резистенције у Сједињеним Америчким Државама. Ова иницијатива има буџет од 161 милион долара и укључује развој Мреже лабораторија за антибиотску резистенцију.

### Глобално здравље
Центар за контролу и превенцију болести на глобалном нивоу сарађује са другим организацијама како би се суочили са глобалним здравственим изазовима и ограничили претње од болести. Сарађују са многим међународним организацијама као што је Светска здравствена организација, као и са министарствима здравља и другим групама на првој линији одбране у случају епидемија. Агенција има особље у више од 60 земаља, укључујући неке из Сједињених Држава, али више из земаља у којима раде. Глобалне дивизије агенције укључују Одељење за глобални ХИВ и туберкулозу, Одељење за паразитарне болести и маларију, Одељење за глобалну здравствену заштиту и Глобалну дивизију за имунизацију.
Центар за контролу и превенцију болести сарађује са Светском здравственом организацијом на имплементацији Међународних здравствених регулатива, споразума између 196 земаља који има за циљ превенцију, контролу и извештавање о међународном ширењу болести, кроз иницијативе као што је Глобални програм за детекцију болести.
Центар за контролу и превенцију болести је такође укључен у имплементацију глобалних здравствених иницијатива Сједињених Држава, као што су Председнички план за хитну помоћ у случају сиде и Председничка иницијатива за маларију.

### Здравље путника
Центар за контролу и превенцију болести прикупља и објављује здравствене информације за путнике у свеобухватној књизи под називом CDC Health Information for International Travel, која је широко позната као „жута књига”. Књига је доступна онлајн и у штампаном формату, са новим издањем сваке друге године, и садржи актуелне смернице за здравље путника, препоруке за вакцинацију и информације о специфичним дестинацијама. Центар такође објављује здравствена обавештења за путнике на својој веб страници, која се састоје од три нивоа:
- Watch: Ниво 1 (практиковати уобичајене мере предострожности)
- Alert: Ниво 2 (практиковати појачане мере предострожности)
- Warning: Ниво 3 (избегавати непотребна путовања)

### Безбедност вакцина
Центар за контролу и превенцију болести користи низ алата за праћење безбедности вакцина. Национални програм надзора безбедности вакцина, Vaccine Adverse Event Reporting System, открива могуће проблеме са безбедношћу вакцина у Сједињеним Америчким Државама прикупљањем информација о нежељеним дејствима (могућим нежељеним ефектима или здравственим проблемима) после вакцинације. Страница Центра за контролу и превенцију болести Safety Information by Vaccine пружа списак најновијих информација о безбедности, нежељеним ефектима и одговорима на честа питања о вакцинама које препоручују.
Vaccine Safety Datalink сарађује са мрежом здравствених организација како би размењивали податке о безбедности вакцина и нежељеним дејствима. Пројекат Clinical Immunization Safety Assessment представља мрежу стручњака за вакцине и здравствених центара који истражују и помажу Центру за контролу и превенцију болести у области безбедности вакцина.
Центар за контролу и превенцију болести такође води програм под називом V-safe, мобилну апликацију која омогућава примаоцима вакцине против Ковид 19 да буду детаљно испитани о свом здрављу након примања вакцине.

## Фондација
Фондација функционише независно од Центра за контролу и превенцију болести као приватна, непрофитна организација, регистрована у држави Џорџија. Оснивање Фондације је овлашћено Законом о јавном здравству са циљем подршке мисији Центра за контролу и превенцију болести, у партнерству са приватним сектором, укључујући организације, фондације, предузећа, образовне групе и појединце. Од 1995. до 2022. године, фондација је прикупила више од 1,6 милијарди долара и покренула више од 1.200 здравствених програма. Бил Козби је некада био члан Управног одбора фондације, настављајући да буде почасни члан након завршетка свог мандата.

### Активности
Фондација се сваке године бави истраживачким пројектима и здравственим програмима у више од 160 земаља, укључујући области као што су срчана обољења, рак, службе за хитну помоћ и инфективне болести, посебно ХИВ/сида, ебола, ротавирус и Ковид 19.
EmPOWERED Health Program: Покренут новембра 2019. године уз финансијску подршку компаније Амген, овај програм има за циљ оснаживање пацијената са раком да активно учествују у одлучивању о својим третманима.
Fries Prize for Improving Health: Годишња награда која се први пут доделила 1992. године и која „признаје појединца који је остварио значајне успехе у побољшању здравља, са општим критеријумом да има највећу корист највећем броју људи”.

### Критике
У 2015. години, заменица уредника BMJ-а, Жан Лензер, изнела је забринутост да препоруке и публикације Центра могу бити под утицајем донација које је Фондација примала, укључујући донације фармацеутских компанија.

## Контроверзе

### Студија сифилиса у Таскигију
Центар за контролу и превенцију болести је 15 година имао директан надзор над студијом сифилиса у Таскигију. У овом истраживању, које је трајало од 1932. до 1972. године, група црнаца (готово 400 њих је имало сифилис) је студирана како би се сазнало више о болести. Болест није лечена код мушкараца који нису дали свој информисани пристанак да буду учесници у истраживању. Студија је покренута 1932. године од стране Службе за јавно здравље, а Центар за контролу и превенцију болести је преузео Таскиги програм здравствених користи 1995. године.

### Контрола оружја
Једно од подручја спора у вези са финансирањем Центра за контролу и превенцију болести је истраживање ефикасности оружја. Иако је Центар био једна од првих владиних агенција која је истраживала податке везане за оружје, 1996. године усвојен је Дикијев амандман, који је добио подршку Националне асоцијације оружја и који гласи: „Нити један део средстава доступних за превенцију и контролу повреда у Центрима за контролу и превенцију болести не може се користити за заговарање или промоцију контроле оружја.” Заговараоци контроле оружја противе се овом амандману и покушали су да га опозову.
Истражујући историју усвајања Дикијевог амандмана, 1992. године, Марк Л. Розенберг и пет његових колега из Центра за контролу и превенцију болести основали су Национални центар за превенцију и контролу повреда, са годишњим буџетом од приближно 260.000 долара. Њихов фокус био је на „идентификовању узрока смрти од оружја и методама њихове превенције”. Њихов први извештај, објављен у New England Journal of Medicine 1993. године под насловом „Оружје је фактор ризика за хомицид у дому”, извештавао је да „само присуство оружја у дому повећава ризик од смрти узроковане оружјем за 2,7%, а самоубиства пет пута – што је 'огромно' повећање”. У одговору, Национална асоцијација оружја је покренула кампању за затварање Центра за повреде. Две конзервативне про-оружане групе, Doctors for Responsible Gun Ownership и Doctors for Integrity and Policy Research, придружиле су се напорима за подршку оружју, а до 1995. године, политичари су такође подржали иницијативу про-оружја. 1996. године, Џеј Дики из Арканзаса увео је Дикијев амандман, као додатак у буџету за 1996. годину. 1997. године, „Конгрес је преносио сва средства за истраживање оружја на истраживање трауматских повреда мозга”. Дејвид Сачер, директор Центра од 1993. до 1998. године, залагао се за истраживање оружја. 2016. године, више од десет „инсајдера јавног здравља, укључујући актуелно и бивше руководство Центра” изјавило је у интервјуима за The Trace да су високи функционери Центра за контролу и превенцију болести заузимали опрезан став у тумачењу Дикијевог амандмана и да су могли да ураде више, али су се бојали политичке и личне одмазде.
2013. године, Америчка медицинска асоцијација, Америчка психолошка асоцијација и Америчка академија педијатара послали су писмо лидерима Сенатског одбора за одобравање буџета, молећи их да „пруже најмање 10 милиона долара у Центрима за контролу и превенцију болести у фискалној 2014. години, уз довољна нова средства на Националним институтима за здравље за подршку истраживању узрока и превенције насиља. Штавише, молимо чланове да се противе свим напорима да се смање, елиминишу или услове финансије Центра за контролу и превенцију болести везане за истраживање превенције насиља”. Конгрес је задржао забрану у накнадним буџетима.

### Ебола
У октобру 2014, Центар за контролу и превенцију болести је медицинској сестри са грозницом, којој је касније дијагностификована ебола, дао дозволу да се укрца на комерцијални лет за Кливленд. Медицинска сестра заражена еболом изолована је након што јој је потврђена дијагноза. Пребачена је у болницу Универзитета Емори у Атланти, где су успешно лечени и други оболели. Авиокомпанија Frontier Airlines суспендовала је посаду која је била на њеном лету, а авион је детаљно очишћен.
Као превентивна мера, затворене су школе у Тексасу и Кливленду због контакта ученика и особља са потенцијално зараженим путницима. Уведене су додатне провере путника на четири америчка аеродрома.
Центар за контролу и превенцију болести је признао пропусте у протоколима, јер пацијенткиња није смела да путује авионом након што је њена колегиница била позитивна на еболу. Председник Обама је најавио агресивнији приступ у реаговању на случајеве еболе. Болница у Даласу је признала грешке у поступању са првим пацијентом који је преминуо.

### Ковид 19
Центар за контролу и превенцију болести је био широко критикован за своје руковање пандемијом Ковид 19. 2022. године, директорка Центра Рошел Валенски признала је „неке прилично драматичне, прилично јавне грешке, од тестирања до података и комуникација”, засноване на налазима интерног прегледа.
Први потврђени случај Ковида 19 откривен је у Сједињеним Државама 20. јануара 2020. године. Међутим, широко тестирање на Ковид 19 у Сједињеним Државама било је успорено до 28. фебруара, када су савезни званичници ревидирали неисправан тест Центра за контролу и превенцију болести. У фебруару 2020. године, док је ранији тест за коронавирус у целој земљи неуспешно функционисао, директор Центра, Роберт Р. Редфилд, уверио је званичнике Беле куће да ће проблем брзо бити решен, према наводима званичника Беле куће. Требало је око три недеље да се реше неуспели тестови, који су мпотенцијално били контаминирани током процесирања у лабораторији Центра за контролу и превенцију болести. Касније истраге показале су да је Центар за контролу и превенцију болести прекршио протоколе у развоју тестова.
Новембра 2020. године, NPR је известио да је добио интерни документ који је открио да је Центар за контролу и превенцију болести био свестан да прва серија тестова који су издати почетком јануара има шансу да погреши у 33% случајева, али су их ипак дистрибуирали.
У мају 2020. године, The Atlantic је известио да је Центар мешао резултате два различита типа тестова на коронавирус – тестова који дијагностикују тренутне инфекције коронавирусом и тестова који мере да ли је неко икада имао вирус. Часопис је рекао да је ово искривило неке важне метрике, дало земљи нетачну слику о стању пандемије и прецењивало способност земље за тестирање.
У јулу 2020. године, администрација Доналда Трампа наредила је болницама да заобиђу Центар за контролу и превенцију болести и уместо тога пошаљу све податке о пацијентима са Ковидом 19 у базу података Министарства здравља и људских услуга. Неки здравствени стручњаци су се противили овој наредби и упозорили да би подаци могли постати политизовани или да би могли бити ускраћени јавности. 15. јула, Центар за контролу и превенцију болести је изазвао забринутост међу здравственим групама привременим уклањањем табела о Ковиду 19 са своје веб странице. Подаци су враћени дан касније.
У августу 2020. године, Центар за контролу и превенцију болести је препоручио да људи без симптома Ковида 19 не треба да се тестирају. Нове смернице су изазвале забринутост многих стручњака за јавно здравље. Смернице су израђене од стране Беле куће у оквиру Тима за борбу против коронавируса, без одобрења Ентонија Фаучија из Националног института за здравље. Противљења других стручњака из Центра нису била усвојена. 16. августа, шеф кабинета Кајл Мекгован и његова заменица Аманда Кампбел поднели су оставке из агенције. Смернице о тестирању су повучене 18. септембра 2020. године након јавне контроверзе.
У септембру 2020. године, Центар за контролу и превенцију болести је израдио наредбу која би захтевала ношење маски у свим јавним превозима у Сједињеним Државама, али је Бела кућа у оквиру Тима за борбу против коронавируса блокирала ову наредбу, одбијајући да о њој разговара, према речима два савезна здравствена званичника.
У октобру 2020. године, откривено је да су саветници Беле куће више пута мењали текстове које су написали научници Центра о Ковиду 19, укључујући препоруке о црквеним хоровима, социјалном дистанцирању у баровима и ресторанима, као и резимеима извештаја о јавној здравственој заштити.
Уочи Дана Захвалности 2020. године, Центар за контролу и превенцију болести је саветовао Американцима да не путују за време празника, рекавши: „Ово није захтев, већ препорука за америчку јавност да размисли.” Тим за борбу против коронавируса је имао своју прву јавну конференцију за новинаре после неколико месеци, али путовање није било споменуто.
The New York Times је касније изјавио да су одлуке Центра да „попусте политичком притиску из Беле куће и мењају кључне здравствене смернице или их сакрију од јавности, коштале Центар за контролу и превенцију болести дела поверења јавности које, како стручњаци кажу, није повраћено до 2022. године”.
У мају 2021. године, након критике научника, Центар за контролу и превенцију болести је ажурирао своје смернице о Ковиду 19, како би признао пренос ваздушним путем, након што је претходно тврдио да се већина инфекција дешава путем „ближег контакта, а не ваздушним ”путем.
У децембру 2021. године, након захтева извршног директора компаније Delta Air Lines, Центар за контролу и превенцију болести је скратио препоручени период изолације за асимптоматске особе заражене Ковидом 19 са 10 дана на пет.
До 2022. године, Центар за контролу и превенцију болести је задржао критичне податке о Ковид 19 вакцинама, хоспитализацијама и подацима о отпадним водама.
10. јуна 2022. године, администрација Џоа Бајдена наредила је Центру да укине захтев за тестирање Ковида 19 за путнике који улазе у Сједињене Државе.

#### Контроверза око недељног извештаја о морбидитету и морталитету
Током пандемије, Morbidity and Mortality Weekly Report је био под притиском политичких лица из Министарства здравља и људских услуга да измењени свој извештај, тако да не буде у супротности са изјавама Трампа о пандемији.
Од јуна 2020. године, Мајкл Капуто, помоћник секретара Министарства здравља и људских услуга, и његов главни саветник Паул Александер покушали су да одложе, супресирају, мењају и накнадно измене објаве Morbidity and Mortality Weekly Report о ефикасности потенцијалних третмана за Ковид 19, преносивости вируса и другим питањима где је председник имао јавно ставове. Александер је безуспешно покушао да тражи лично одобрење свих издања пре него што су објављена.
Капуто је тврдио да је овај надзор био неопходан јер су извештаји били „контаминирани политичким садржајем”. Захтевао је да се утврде политички ставови научника који су извештавали да хидроксихлорохин има мало користи као третман, док је Трамп говорио супротно. У мејловима, Александер је оптуживао научнике да покушавају да „наштете председнику” и да пишу „ударне текстове на администрацију”.
У октобру 2020. године, мејлови које је добио Politico показали су да је Александер захтевао више измена у једном извештају. Објављене измене укључивале су промену наслова са „Деца, адолесценти и млади одрасли” у „Особе”. Један тренутни и два бивша официра Центра, који су прегледали имејл размене, рекли су да су били забринути због „интервенције у измену научних извештаја који су били недоступни за измене пре администрације Трампа” и да су измене „изгледале као да минимизирају ризике од коронавируса за децу, чинећи фокус извештаја на децу мање јасним”.

#### Нарушавање поверења у Центар за контролу и превенцију болести као резултат контроверзи око Ковида 19
Анкета спроведена у септембру 2020. године показала је да је скоро 8 од 10 Американаца веровало Центру за контролу и превенцију болести, што је опао са 87% у априлу 2020. године. Друга анкета је показала још већи пад поверења, са опадањем од 16 процентних поена. До јануара 2022. године, према анкети NBC News, само 44% Американаца имало је поверења у Центар, у поређењу са 69% на почетку пандемије. Како је поверење опадало, тако је и квалитет информација које је агенција објављивала опадао. Смањено поверење и дате информације подстакле су и „недоумице у вези са вакцинама”, са резултатом да је „само 53% Американаца рекло да је донекле или изузетно вероватно да ће примити вакцину.”
У септембру 2020. године, усред оптужби и слабљења имиджа Центра за контролу и превенцију болести, руководство агенције је доведено у питање. Бивши вршилац дужности директора, Ричард Бесер, изјавио је да му је „забрињавајуће то што директор није био гласан када је било случајева јасне политичке интервенције у тумачењу науке”. Поред тога, Марк Розенберг, први директор Националног центра за превенцију повреда, такође је довео у питање лидерство Редфилда и његов недостатак одбране науке.
Историјски гледано, Центар за контролу и превенцију болести није био политичка агенција. Међутим, пандемија Ковид 19, а посебно руковање пандемијом од стране администрације Трампа, резултирали су „опасним помаком”, према речима бивших директора Центра. Четири бивша директора тврде да је глас агенције „потиснут из политичких разлога”. Политизација агенције настављена је и током администрације Бајдена, јер су смернице Центра биле у супротности са смерницама држава, а агенција је критикована.
У 2021. години, Центар за контролу и превенцију болести, тада под вођством Бајденове администрације, добио је критике због мешовите комуникације у вези са вакцинама против Ковида 19, упутством за ношење маски и стањем пандемије.

### Родна цензура
Центар за контролу и превенцију болести 1. фебруара 2025. године наредио је својим научницима да повуку свако неoбjављено истраживање које садржи неке од следећих забрањених термина: „Пол, трансродна особа, трудна особа, трудни људи, ЛГБТ, транссексуалац, небинарни, додељен мушки пол при рођењу, додељен женски пол при рођењу, биолошки мушкарац, биолошка жена“. Лари Гостин, директор Центра Светске здравствене организације за глобално здравствено право, изјавио је да овај налог представља цензуру, не само на рачун државних службеника, већ и приватних грађана. На пример, ако је водећи аутор поднетог рада запослен у Центру за контролу и превенцију болести и повуче своје име из поднеска, то ће у потпуности обуставити рад, чак и ако коаутори који су приватни научници остану на њему. Друге цензурисане теме укључују различите области као што су инклузивност, климатске промене и ХИВ.
Након обимне јавне критике, неке, али не све, странице су враћене на сајт. Цензура Центра навела је многе истраживаче и новинаре да самостално чувају базе података, при чему су многи повучени чланци постављени на архивске сајтове као што је Интернет архива.
2. фебруара, удружење Доктора за Америку поднело је тужбу против Центра за контролу и превенцију болести, Америчке администрације за храну и лекове и Министарства за здравље и људске услуге, тражећи да се уклоњене веб странице поново поставе. 11. фебруара, судија је наредио да се привремено врати уклоњени садржај док се разматра тужба, позивајући се на лекаре који су изјавили да су уклоњени материјали „кључни за доношење одлука у реалном времену“.

## Популарна култура

### Кампања зомби апокалипсе
Дана 16. маја 2011. године, блог Центра за контролу и превенцију болести објавио је чланак који је јавности дао савете о томе како се припремити за напада зомбија. Иако чланак није тврдио да је такав сценарио могућ, користио је популарну културу као начин да подстакне грађане да се припреме за све потенцијалне опасности, као што су земљотреси, торнада и поплаве.
Према речима Дејвида Дајгла, асистента директора за комуникације, припрему јавности и одговор на јавне здравствене ситуације, идеја је настала током разговора његовог тима о кампањи за припрему за урагане, када је Дајгл приметио да се „припремају сваке године на исти начин, са истим саветима, и питао се колико људи заиста обраћа пажњу”. Један од запослених приметио је да је тема зомбија често била спомињана на Твитеру током њеног извештавања о нуклеарној несрећи у Фукушими. Тим је схватио да би кампања као што је ова могла доћи до другачије публике од оне која обично обраћа пажњу на упозорења о припремама за урагане и започели рад на кампањи о зомбијима, која је покренута непосредно пре почетка сезоне урагана. „Цела идеја је била да, ако сте припремљени за зомби апокалипсу, припремљени сте за било шта”, рекао је Дајгл.
Након објављивања чланка на блогу, Центар за контролу и превенцију болести је објавио јавни конкурс за најкреативније и најефикасније видео записе на тему припреме за зомби апокалипсу (или било коју врсту апокалипсе), које ће оценити „Зомби тим”. Пријаве су биле отворене до 11. октобра 2011. године. Такође су објавили графичку новелу са зомби темом на свом сајту. Образовни материјали на тему зомбија за наставнике такође су били доступни на сајту.